# 野地博行
野地 博行（のじ ひろゆき、1969年9月8日 - ）は、日本の生物物理学者。東京大学大学院工学系研究科 教授、東京大学新世代感染症センター メンバー。日本生物物理学会 会長。日本学術振興会賞、文部科学大臣表彰科学技術賞等受賞。

## 人物・経歴
北海道生まれ。1988年埼玉県立春日部高等学校卒業。1993年東京工業大学生命理工学部生体機構学科卒業。1995年東京工業大学大学院生命理工学研究科バイオサイエンス専攻修士課程修了。1997年東京工業大学大学院総合理工学研究科電子科学専攻博士課程修了、博士（理学）。1998年科学技術振興事業団CREST博士研究員。2000年科学技術振興事業団さきがけ研究員。2001年東京大学生産技術研究所助教授。2005年大阪大学産業科学研究所教授。2010年東京大学大学院工学系研究科教授。2015年科学技術振興機構革新的研究開発推進プログラムプログラムマネージャー。2021年日本生物物理学会会長。2022年東京大学新世代感染症センター メンバー。

## 受賞
- 手島賞 1999[11]
- 日本学術振興会賞 2005[11]
- 山崎貞一賞 2013[11]
- 井上学術賞 2013[11]
- 中谷奨励賞 2015[11]
- 読売テクノフォーラムゴールドメダル賞 2015[11]
- 文部科学大臣表彰科学技術賞 2016[11]
- 中谷大賞 2020[11]